# Руфф, Магги
Магги Руфф (фр. Maggy Rouff), настоящее имя Маргарит Пьер Безансон де Вагнер (фр. Marguerite Pierre Besançon de Wagner, 1896—1971) — французская художница-модельер. Модели Руфф отличались смелой асимметрией кроя и высочайшим качеством техники. Она открыла свой дом моды в 1929 году, руководила им до 1948 года, после чего передала управление своей дочери.
Выпустила в начале 1930-х годов книги очерков «Америка под микроскопом» и «Философия элегантности».